# Predictor público
Predictor público o score es una herramienta para determinar el riesgo potencial y evaluar el comportamiento de pago de una persona natural o de una empresa o entidad, de manera de intentar predecir futuros impagos al momento de contratar algún servicio o solicitar actividad crediticia. La herramienta asigna un número entre 1 y 999 para expresar el riesgo de un potencial cliente.